# Madrid Open 2016 - Qualificazioni singolare femminile
Le qualificazioni del singolare del Mutua Madrid Open 2016 sono state un torneo di tennis preliminare per accedere alla fase finale della manifestazione. Le vincitrici dell'ultimo turno sono entrate di diritto nel tabellone principale. In caso di ritiro di una o più giocatrici aventi diritto a queste sono subentrate le lucky loser, ossia le giocatrici che hanno perso nell'ultimo turno ma che avevano una classifica più alta rispetto alle altre partecipanti che avevano comunque perso nel turno finale.

## Teste di serie
1. Laura Siegemund  (qualificata)
2. Elena Vesnina (qualificata)
3. Heather Watson (ultimo turno, Lucky loser)
4. Julia Görges (primo turno)
5. Mónica Puig (qualificata)
6. Zheng Saisai (primo turno)
7. Kateryna Bondarenko (primo turno)
8. Irina Falconi (primo turno)

1. Madison Brengle (ultimo turno)
2. Nicole Gibbs (primo turno)
3. Mirjana Lučić-Baroni (qualificata)
4. Ana Konjuh (primo turno)
5. Naomi Broady (ultimo turno)
6. Bethanie Mattek-Sands (ultimo turno)
7. Jaroslava Švedova (primo turno)
8. Alison Riske (qualificata)

## Qualificate
1. Laura Siegemund
2. Elena Vesnina
3. Mirjana Lučić-Baroni
4. Patricia Maria Tig

1. Mónica Puig
2. Alison Riske
3. Kateřina Siniaková
4. Louisa Chirico

### Lucky loser
1. Heather Watson

## Tabellone

### Legenda
| - Q = Qualificato - WC = Wild card - LL = Lucky loser | - ALT = Alternate - SE = Special Exempt - PR = Protected Ranking | - w/o = Walkover - r = Ritirato - d = Squalificato |

### Sezione 1
|  | Primo turno | Primo turno       | Primo turno       | Primo turno | Primo turno |  |  | Ultimo turno | Ultimo turno    | Ultimo turno    | Ultimo turno | Ultimo turno |  |
|  |             |                   |                   |             |             |  |  |              |                 |                 |              |              |  |
|  | 1           | Laura Siegemund   | Laura Siegemund   | 6           | 6           |  |  |              |                 |                 |              |              |  |
|  |             | Kristýna Plíšková | Kristýna Plíšková | 2           | 3           |  |  | 1            | Laura Siegemund | Laura Siegemund | 6            | 6            |  |
|  |             | Polona Hercog     | Polona Hercog     | 4           | 4           |  |  | 9            | Madison Brengle | Madison Brengle | 4            | 1            |  |
|  | 9           | Madison Brengle   | Madison Brengle   | 6           | 6           |  |  |              |                 |                 |              |              |  |

### Sezione 2
|  | Primo turno | Primo turno           | Primo turno           | Primo turno | Primo turno |  |  | Ultimo turno | Ultimo turno         | Ultimo turno         | Ultimo turno | Ultimo turno |  |
|  |             |                       |                       |             |             |  |  |              |                      |                      |              |              |  |
|  | 2           | Elena Vesnina         | Elena Vesnina         | 6           | 6           |  |  |              |                      |                      |              |              |  |
|  | WC          | Sílvia Soler Espinosa | Sílvia Soler Espinosa | 0           | 3           |  |  | 2            | Elena Vesnina        | Elena Vesnina        | 6            | 6            |  |
|  |             | Aljaksandra Sasnovič  | Aljaksandra Sasnovič  | 6           | 6           |  |  |              | Aljaksandra Sasnovič | Aljaksandra Sasnovič | 3            | 0            |  |
|  | 12          | Ana Konjuh            | Ana Konjuh            | 4           | 3           |  |  |              |                      |                      |              |              |  |

### Sezione 3
|  | Primo turno | Primo turno               | Primo turno               | Primo turno | Primo turno |  |  | Ultimo turno | Ultimo turno         | Ultimo turno         | Ultimo turno | Ultimo turno |  |
|  |             |                           |                           |             |             |  |  |              |                      |                      |              |              |  |
|  | 3           | Heather Watson            | Heather Watson            | 7           | 7           |  |  |              |                      |                      |              |              |  |
|  |             | Lucie Hradecká            | Lucie Hradecká            | 69          | 64          |  |  | 3            | Heather Watson       | Heather Watson       | 64           | 2            |  |
|  | WC          | Rocío de la Torre Sánchez | Rocío de la Torre Sánchez | 2           | 0           |  |  | 11           | Mirjana Lučić-Baroni | Mirjana Lučić-Baroni | 7            | 6            |  |
|  | 11          | Mirjana Lučić-Baroni      | Mirjana Lučić-Baroni      | 6           | 6           |  |  |              |                      |                      |              |              |  |

### Sezione 4
|  | Primo turno | Primo turno        | Primo turno        | Primo turno | Primo turno |  |  | Ultimo turno       | Ultimo turno       | Ultimo turno | Ultimo turno | Ultimo turno |  |
|  |             |                    |                    |             |             |  |  |                    |                    |              |              |              |  |
|  | 4           | Julia Görges       | Julia Görges       | 64          | 5           |  |  |                    |                    |              |              |              |  |
|  |             | Maria Sakkarī      | Maria Sakkarī      | 7           | 7           |  |  | Maria Sakkarī      | Maria Sakkarī      | 7            | 4            | 4            |  |
|  |             | Patricia Maria Tig | Patricia Maria Tig | 7           | 7           |  |  | Patricia Maria Tig | Patricia Maria Tig | 5            | 6            | 6            |  |
|  | 10          | Nicole Gibbs       | Nicole Gibbs       | 5           | 6           |  |  |                    |                    |              |              |              |  |

### Sezione 5
|  | Primo turno | Primo turno       | Primo turno  | Primo turno | Primo turno |  |  | Ultimo turno | Ultimo turno | Ultimo turno | Ultimo turno | Ultimo turno |  |
|  |             |                   |              |             |             |  |  |              |              |              |              |              |  |
|  | 5           | Mónica Puig       | 6            | 4           | 6           |  |  |              |              |              |              |              |  |
|  |             | Cvetana Pironkova | 2            | 6           | 2           |  |  | 5            | Mónica Puig  | 3            | 6            | 6            |  |
|  |             | Océane Dodin      | Océane Dodin | 2           | 4           |  |  | 13           | Naomi Broady | 6            | 3            | 3            |  |
|  | 13          | Naomi Broady      | Naomi Broady | 6           | 6           |  |  |              |              |              |              |              |  |

### Sezione 6
|  | Primo turno | Primo turno    | Primo turno    | Primo turno | Primo turno |  |  | Ultimo turno | Ultimo turno | Ultimo turno | Ultimo turno | Ultimo turno |  |
|  |             |                |                |             |             |  |  |              |              |              |              |              |  |
|  | 6           | Zheng Saisai   | Zheng Saisai   | 4           | 63          |  |  |              |              |              |              |              |  |
|  |             | Naomi Ōsaka    | Naomi Ōsaka    | 6           | 7           |  |  |              | Naomi Ōsaka  | 5            | 2            | r            |  |
|  | WC          | Laura Pous Tió | Laura Pous Tió | 1           | 3           |  |  | 16           | Alison Riske | 7            | 3            |              |  |
|  | 16          | Alison Riske   | Alison Riske   | 6           | 6           |  |  |              |              |              |              |              |  |

### Sezione 7
|  | Primo turno | Primo turno           | Primo turno           | Primo turno | Primo turno |  |  | Ultimo turno | Ultimo turno          | Ultimo turno | Ultimo turno | Ultimo turno |  |
|  |             |                       |                       |             |             |  |  |              |                       |              |              |              |  |
|  | 7           | Kateryna Bondarenko   | 6                     | 2           | 2           |  |  |              |                       |              |              |              |  |
|  |             | Kateřina Siniaková    | 4                     | 6           | 6           |  |  |              | Kateřina Siniaková    | 6            | 1            | 6            |  |
|  |             | Donna Vekić           | Donna Vekić           | 1           | 2           |  |  | 14           | Bethanie Mattek-Sands | 2            | 6            | 3            |  |
|  | 14          | Bethanie Mattek-Sands | Bethanie Mattek-Sands | 6           | 6           |  |  |              |                       |              |              |              |  |

### Sezione 8
|  | Primo turno | Primo turno          | Primo turno          | Primo turno | Primo turno |  |  | Ultimo turno         | Ultimo turno         | Ultimo turno         | Ultimo turno | Ultimo turno |  |
|  |             |                      |                      |             |             |  |  |                      |                      |                      |              |              |  |
|  | 8           | Irina Falconi        | Irina Falconi        | 1           | 1           |  |  |                      |                      |                      |              |              |  |
|  |             | Louisa Chirico       | Louisa Chirico       | 6           | 6           |  |  | Louisa Chirico       | Louisa Chirico       | Louisa Chirico       | 7            | 6            |  |
|  |             | Mariana Duque Mariño | Mariana Duque Mariño | 6           | 6           |  |  | Mariana Duque Mariño | Mariana Duque Mariño | Mariana Duque Mariño | 5            | 1            |  |
|  | 15          | Jaroslava Švedova    | Jaroslava Švedova    | 4           | 2           |  |  |                      |                      |                      |              |              |  |